# Дерби соснового леса (соревнование)

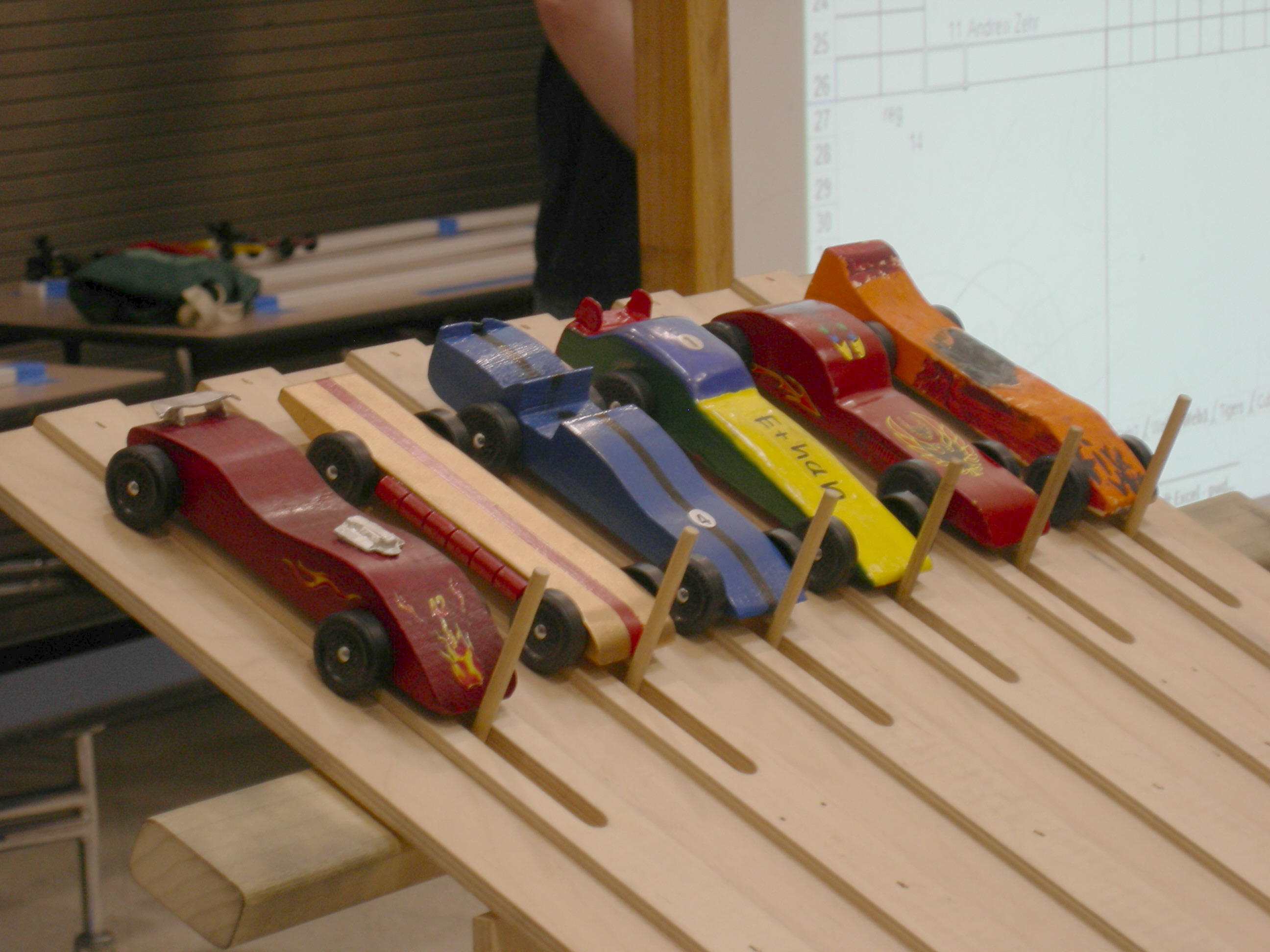
Автомобили для соревнования

Дерби соснового леса (англ. Pinewood derby) — гоночное соревнование, проводящееся бойскаутами Америки. Для этого из соснового дерева делается корпус автомобиля, к которому присоединяют пластиковые колёса. Затем автомобили одновременно начинают пускать по наклонной поверхности, которая имеет до 8 полос. Победителем считается тот, чья машина первой доедет до финиша. Часто победителю за победу вручают ленту.

## История
Первая гонка состоялась 15 мая 1953 года в Манхэттен-Бич (Калифорния). Её придумал Пак Дон Мерфи. Сын Мерфи был слишком молод, чтобы участвовать в других гонках, проводящихся для подростков с 1934 года, «Миникар дерби». В конце 1953 года Мерфи получил письмо: «Мы сочли вашу идею отличной, и хотим сделать гонки доступными для всех бойскаутов Америки». В 1954 году в журнале «Жизнь мальчиков», выпускающемся бойскаутами, были описаны гонки, размеры машин и длина дорог для соревнований. В 1980 году корпус сосновых автомобилей изменился — так они напоминали болиды «Формулы-1». В 2003 году, через 50 лет после проведения первой гонки, был отпразднован юбилей соревнования и выпущен плечевой патч с изображением соснового автомобиля и похвалой, адресованной Мерфи, который умер в 2008 году.

## Сборка автомобиля
Для сборки автомобиля нужны: кусок дерева, четыре пластиковых колеса, четыре гвоздя (для осей). Вес автомобиля не должен превышать 150 граммов, ширина не должна быть больше 7 см, длина — не больше 18 см. Корпус обычно строгают. Наклейки могут быть настоящими, чаще для «Плимута» 1970 года.

## Другие соревнования бойскаутов Америки
«Регата в жёлобе» (англ. Raingutter regatta) — гонки самодельных парусников в жёлобе длиной десять футов. Парусник состоит из плоского деревянного корпуса длиной около 18 см, «мачты» длиной 7 см, пластикового «паруса» и металлического киля. Соревнование проводится ежегодно. Парусники плывут путём дуновения на парус через соломинку. Правила запрещают трогать парус руками. Общий победитель определяется путём выбывания участника после двух поражений.
«Космическое дерби» (англ. Space derby) — соревнование «ракет», которые запускаются с помощью резинки. Выигрывает тот, чья ракета «полетит» дальше. «Ракета» состоит из корпуса, «крыльев», сделанных из бумаги и пластмассового «пропеллера».
В 2005 году про соревнование был снят фильм «Большие гонки». В 2009 году был снят эпизод мультсериала «Южный парк» с названием «Дерби соснового леса».